# Lukas Rosenbohm
Lukas Rosenbohm (* 25. Mai 1997 in Ulm) ist ein deutscher Basketballspieler.

## Laufbahn
Rosenbohm spielte in der Jugendabteilung von Ratiopharm Ulm, die anschließende Saison 2013/14 verbrachte er an der Haverford School im US-Bundesstaat Pennsylvania. Im Anschluss an seine Rückkehr in die Heimat spielte er wieder in der Ulmer Jugend, sowie ab 2015 bei den Weißenhorn Youngstars in der 2. Bundesliga ProB, der Nachwuchsfördermannschaft des Erstligisten. Zur Saison 2016/17 wurde Rosenbohm in den (erweiterten) Ulmer Bundesligakader berufen und bestritt Anfang November 2016 sein erstes Spiel in der höchsten deutschen Spielklasse. Mit Weißenhorn gewann er im Frühling 2017 den Meistertitel in der 2. Bundesliga ProB.
Zur Saison 2017/18 ging Rosenbohm zum Zweitligisten USC Heidelberg. Nach einem Jahr beim USC entschied er sich, sich vorrangig seinem Studium zu widmen und die Mannschaft zu verlassen. Er spielte in der Folge in Heidelbergs Reservemannschaft in der 2. Regionalliga, Ende Januar 2020 kehrte er in den Zweitligakader zurück. Zur Saison 2022/23 schloss er sich der TSG Söflingen (1. Regionalliga) an.